# سیارک ۱۱۵۸۱
سیارک ۱۱۵۸۱ (به انگلیسی: 11581 Philipdejager، نامگذاری:1994PK9) یازده هزار و پانصد و هشتاد و یکمین سیارک کشف شده‌است که در ۱۰ اوت ۱۹۹۴ کشف شد.
قدر مطلق سیارک برابر ۱۴٫۰۰ است.